# Spvgg Andernach
Die Spvgg Andernach (offiziell: Sportvereinigung Andernach 1910 e. V.) ist ein Sportverein aus Andernach in Rheinland-Pfalz. Die Fußballer spielten in den 1930er und 1940er Jahren insgesamt fünf Jahre in den erstklassigen Gauliga Mittelrhein bzw. Gauliga Moselland. Nach dem Ende des Zweiten Weltkrieges spielten die Andernacher sechs Jahre in der erstklassigen Oberliga Südwest. Im Jahre 1999 ging die Fußballabteilung in die SG 99 Andernach auf. Die Handballer spielten zwei Jahre lang in der Regionalliga.

## Geschichte
Die Spvgg Andernach entstand am 13. September 1922 aus der Fusion des SSV Andernach und des FC Rhenania Andernach, die beide 1910 gegründet wurden. Zuvor hatten sich bereits der 1906 gegründete erster Andernach Fußballverein Preußen Andernach und der 1909 gegründete Gymnasial FK Andernach dem SSV angeschlossen. Am 11. Dezember 1938 fusionierte die Spvgg Andernach dem 1867 gegründeten Turner-Bundes Andernach zur Sportvereinigung 1867 Andernach. Nach dem Krieg wurde der Verein zunächst als SC 1945 Andernach neu gegründet, ehe der Verein im Jahre 1948 wieder die Bezeichnung Spvgg 1867 Andernach annahm. Im Jahre 1950 spaltete sich der Verein in die Spvgg Andernach und den Turner-Bund Andernach auf. Die Fußballabteilung bildete ab 1992 mit den Fußballern der Vereine BSV Andernach und DJK Andernach die Spielgemeinschaft SG Andernach. Hieraus wurde dann am 15. April 1999 der reine Fußballverein SG 99 Andernach.

## Fußball

### Geschichte
Nach einer Bezirksmeisterschaft im Jahre 1916 spielten die Andernacher ab 1926 in der höchsten Spielklasse. Im Jahre 1933 wurden die Andernacher mittelrheinischer Vizemeister, dieses Mal mit einem Punkt Rückstand auf Fortuna Kottenheim. Für die im Sommer 1933 eingeführte Gauliga Mittelrhein wurden die Andernacher jedoch nicht berücksichtigt. Drei Jahre später gelang der Aufstieg in diese Spielklasse, dem jedoch der sofortige Wiederabstieg als Tabellenletzter der Saison 1936/37 folgte. Der direkte Wiederaufstieg wurde 1938 verpasst, als die Spvgg in der Aufstiegsrunde nur Zweiter hinter dem SSV Troisdorf 05 wurde. Ein Jahr später gelang dann der Wiederaufstieg in die Gauliga Mittelrhein. Infolge des Zweiten Weltkrieges wurde die Gauliga Mittelrhein in die Gauligen Köln-Aachen und Moselland aufgespalten. Trotz eines dritten Platzes in der Staffel Ost in der Saison 1942/43 zog der Verein die Mannschaft zurück.
Nach Kriegsende gelang den Andernachern im Jahre 1947 der Aufstieg in die seinerzeit erstklassige, zweigeteilte Oberliga Südwest. Zwar wurde die Mannschaft in der darauffolgenden Saison 1947/48 Tabellenletzter, verblieb nach dem Ausscheiden der saarländischen Vereine in der Oberliga. Verstärkt durch den ehemaligen Nationalspieler Herbert Panse erreichten die Andernacher in der Saison 1949/50 mit Rang acht ihren sportlichen Zenit. Doch schon in der folgenden Saison 1950/51 stieg die Spvgg als Tabellenletzter in die II. Division Südwest ab. Nach einem dritten Platz in der Saison 1952/53 gelang zwei Jahre später als Meister der Wiederaufstieg in die Oberliga. Als Vorletzter der Saison 1956/57 mussten die Andernacher direkt wieder absteigen. Zurück in der Zweitklassigkeit kam die Mannschaft nicht mehr über Mittelmaß hinaus und musste 1961 in die drittklassige Amateurliga Rheinland absteigen. Auch in der Amateurliga fanden sich die Andernacher zunächst nur im Mittelmaß wieder.
Im Jahre 1968 sicherte sich die Spvgg nach einem 2:0-Entscheidungsspielsieg über den punktgleichen SC Rhein-Ahr Sinzig die Meisterschaft, scheiterte aber in der Aufstiegsrunde zur Regionalliga Südwest am FV Speyer und Teutonia Landsweiler-Reden. Drei Jahre später sicherten sich die Andernacher erneut die Rheinlandmeisterschaft und setzten sich in der Aufstiegsrunde gemeinsam mit Phönix Bellheim gegen den SV Fraulautern durch. Doch der Sprung war zu groß, mit nur neun Punkten mussten die Andernacher als abgeschlagener Tabellenletzter der Saison 1971/72 direkt wieder absteigen. 1973 wurde die Spvgg zum dritten Mal Rheinlandmeister, allerdings blieb die Mannschaft in der Aufstiegsrunde gegen Eintracht Kreuznach und dem FC Ensdorf ohne Punktgewinn. Es folgte eine sportliche Talfahrt, die im Jahre 1977 zum Abstieg aus der Amateurliga Rheinland führte. Zwei Jahre später gelang der Wiederaufstieg in die nunmehr viertklassige Verbandsliga Rheinland. Abgesehen vom fünften Platz in der Saison 1982/83 boten die Andernacher nur Mittelmaß, ehe die Mannschaft im Jahre 1991 erneut aus der Verbandsliga absteigen musste.

### Pokal
Die Spvgg Andernach gewann zweimal den Rheinlandpokal. 1964 setzte sich die Mannschaft in Neuwied mit 3:2 nach Verlängerung gegen den TuS Mayen durch. 1973 gab es im Finale in Bendorf einen 2:0-Sieg über den VfB Wissen. Drei Jahre später standen die Andernacher zum dritten Mal im Landespokalfinale, verloren aber in Neuwied mit 0:3 gegen den TuS Mayen. Zweimal nahm die Spvgg Andernach am DFB-Pokal teil. In der Saison 1975/76 verlor die Mannschaft in der ersten Runde mit 0:2 gegen die DJK Gütersloh. Ein Jahr später trotzten die Andernacher dem 1. FSV Mainz 05 zunächst ein 1:1 nach Verlängerung ab. Das Wiederholungsspiel gewannen die Mainzer dann mit 3:0.

### Erfolge
| Meisterschaften - Meister der II. Division Südwest: 1955 - Rheinlandmeister: 1968, 1971, 1973 | Aufstiege - Aufstieg in die Gauliga Mittelrhein: 1936, 1940 - Aufstieg in die Oberliga Südwest: 1947, 1955 - Aufstieg in die Regionalliga Südwest: 1971 | Pokal - Teilnahme am DFB-Pokal: 1975/76, 1976/77 - Rheinlandpokalsieger: 1964, 1973 - Rheinlandpokalfinalist: 1976 |

### Jugend
Von den 1970er bis Mitte der 1990er Jahre nahm Jugendmannschaften der Spvgg Andernach regelmäßig an den Endrunden um die deutschen Meisterschaften bzw. am DFB-Vereinspokal teil. Jedoch scheiterten die Andernacher bis auf zwei Ausnahmen immer in der ersten Runde. Die A-Jugend nahm 1972/73, 1974/75, 1975/76, 1980/81 und 1986/87 an der deutschen A-Jugend Meisterschaft teil. 1975 setzten sich die Andernacher zunächst gegen den SV Bliesen durch und scheiterten dann am FC Schalke 04. Für den DFB-Junioren-Vereinspokal qualifizierte sich die Spvgg in den Jahren 1989/90, 1991/92, 1996/97 und 1997/98.
Die B-Jugend spielte in den Jahren 1978/79, 1979/80, 1980/81, 1987/88, 1988/89, 1992/93 und 1994/95 um die deutsche Meisterschaft. Hier waren die Andernacher in der Saison 1992/93 am erfolgreichsten. Nach einem Freilos in der ersten Runde konnte sich die Spvgg zunächst gegen den 1. FC Saarbrücken durchsetzen, ehe im Viertelfinale gegen Dynamo Dresden das Aus kam.

### Persönlichkeiten
- Rolf Blau
- Georg Hagen
- Stephan Hochgeschurtz
- Bernhard Kluth
- Heinz Lichtl
- Bernhard Olck
- Herbert Panse
- Ernst Sontow
- Guido Szesni
- Thomas Wagner

## Handball
Die Handballmannschaft der Männer spielte in den Saisonen 1978/79 und 1997/98 in der seinerzeit drittklassigen Regionalliga West. In beiden Jahren mussten die Andernach als Aufsteiger direkt wieder absteigen. Im Jahre 2000 bildeten die Handballer der Spvgg Andernach zusammen mit denen des TV Miesenheim und dem TV Jahn Plaidt die Spielgemeinschaft HSV Rhein-Nette. Herren- und Damenmannschaft treten in der Saison 2022/23 in der Rheinlandliga an. Spielort ist die Sporthalle der Geschwister-Scholl-Realschule Andernach, die eine Kapazität von 400 Zuschauern besitzt.